# نیروگاه گازی شیراز
نیروگاه گازی شیراز (شیراز، بلوار مدرس روبروی دانشگاه صنعتی شیراز، تأسیس ۱۳۴۴)، یکی از نیروگاه‌های ایران از نوع گازی با ظرفیت تولید ۱۹۶ مگاوات است که شامل ۸ واحد گازی است.
این نیروگاه شامل ۱ واحد ۱۱٫۸ مگاواتی ساخت سولزر، ۳ واحد ۱۵ مگاواتی ساخت فیات، ۱ واحد ۲۸٫۶ مگاواتی ساخت بی‌بی‌سی، ۱ واحد ۲۵٫۶ مگاواتی ساخت بی‌بی‌سی، ۱ واحد ۲۴٫۲ مگاواتی ساخت بی‌اس‌تی و ۱ واحد ۶۰٫۸ مگاواتی
ساخت ک.و.یونیون است.
قدرت عملی نیروگاه در زمستان ۱۴۹ مگاوات و در تابستان ۱۳۰ مگاوات است.
سوخت واحدها گاز طبیعی و سوخت پشتیبان گازوئیل است که گازوئیل در ۶ مخزن، مجموعاً به ظرفیت ۹ میلیون لیتر ذخیره‌سازی می‌شود.
این نیروگاه در زمان ساخت خارج شهر بوده و در زمان صدور مجوز و ساخت واحدهای مسکونی به حریم این واحد صنعتی تجاوز شده و استاندارهای واحدهای صنعتی رعایت نگردیده است و این واحد صنعتی در محاصره واحدهای مسکونی قرار گرفته و امکان تامین انرژی پایدار برق برای شهروندان محترم شهر شیراز را مشکل ساخته است.

## آمار تولید برق و مصرف سوخت در سال ۱۳۹۲
طبق آمار سال ۱۳۹۱، مصرف گازوئیل نیروگاه گازی شیراز  ۲۴۲۴۹ هزار لیتر، مصرف گاز ۱۷۸۰۷۷ مترمکعب، راندمان ۲۲٫۴ درصد و کارکرد نیروگاه در سال ۵۲۴۸ ساعت که کارکرد نیروگاه در سال طبق درصد ۵۹٫۷ درصد بوده‌است.